# Nieves Navarro García
Nieves Navarro García (Almeria, 11 de novembre de 1938) és una actriu i model italiana retirada d'origen espanyol. Navarro va treballar força al cinema italià apareixent al costat d'actors com Totò i Lino Banfi als anys 1960 i 1970. Més tard va adoptar el nom artístic de Susan Scott per a molts dels seus treballs posteriors al 1969.
Navarro també va ser una de les primeres estrelles femenines del subgènere spaghetti western fent el seu debut al llargmetratge Una pistola per Ringo (1965) i la seva seqüela Il ritorno di Ringo (1965), juntament amb aparicions posteriors a La resa dei conti (1966), I lunghi giorni della vendetta (1967), Una nuvola di polvere... un grido di morte... arriva Sartana (1970) i Adéu, Sabata (1971). El 1972, es va casar amb el director i productor italià Luciano Ercoli, protagonitzant moltes de les seves produccions fins a principis dels anys 1980, i es va fer coneguda pels seus papers als gèneres giallo i de comèdia eròtica. Després del 1983 es va jubilar i només va fer dues pel·lícules més el 1989. En els darrers anys resideix a Barcelona amb el seu marit.

## Carrera
La carrera de Navarro va començar com a model publicitari i de moda amb la introducció de la televisió a Espanya l'any 1956. La seva carrera com a actriu de cinema a Itàlia va iniciar-la al costat de Totò a la paròdia de Lawrence d'Aràbia, Totò d'Arabia (1965), una coproducció hispanoitaliana en la qual interpretava a Doris, una bella espia a la servei de l'MI6 que encanta el xeic de Kuwait interpretat per Fernando Sancho.
Les seves primeres interpretacions en pel·lícules van tenir lloc als spaghetti westerns que es rodaven regularment a la seva ciutat natal d'Almeria. També va assumir papers principals en una sèrie de pel·lícules d'acció i de terror durant aquest període, i va ser una de les protagonistes de la pel·lícula La morte accarezza a mezzanotte (1972), dirigida per Luciano Ercoli, amb qui s'acabaria casant.
Posteriorment es va traslladar a Itàlia amb Ercoli, on va romandre la resta de la seva carrera, protagonitzant molts dels projectes del seu marit, que van acabar girant cap al cinema eròtic italià i el giallo. Va ser en aquest darrer gènere en què va destacar com una gran estrella mercès a les seves aparicions a Emanuelle e gli Ultimi Cannibali (1977) i Emanuelle e Lolita (1978), dirigides per Joe D'Amato i Henri Sala respectivament.
El 1983, Navarro va intentar tornar al cinema espanyol amb pel·lícules com el drama de Gianfranco Angelucci Miele di donna amb Fernando Rey, però amb menys èxit de l'esperat. Va fer les seves dues últimes pel·lícules el 1989, Fiori di zucca i Casa di piacere, abans de retirar-se.